# Rod Thorn
Rodney King Thorn (Princeton, 23 de maio de 1941) é um ex-basquetebolista norte-americano, e atual gerente geral do New Jersey Nets.
Rod Thorn desempenhou o trabalho de ténico entre 1963 e 1971 na liga profissional da NBA, nos times Baltimore Bullets, Detroit Pistons, Atlanta Hawks e Seattle SuperSonics. Ele foi gerente geral do Chicago Bulls na década de 80 e no ano de 2000 ele foi contratado pelo Nets.